# Eraserhead
Vous lisez un « article de qualité » labellisé en 2022.
Pour plus de détails, voir Fiche technique et Distribution.
Eraserhead, initialement distribué en France sous le titre Labyrinth Man, est un film expérimental américain réalisé par David Lynch et sorti en 1977.
Tourné en noir et blanc, il s'agit du premier long métrage du cinéaste, après plusieurs courts métrages. David Lynch officie par ailleurs comme scénariste, monteur et producteur. Jack Nance, qui deviendra un fidèle collaborateur de Lynch par la suite, y interprète Henry Spencer, un jeune père qui doit s'occuper de son enfant, un bébé monstrueux et malade, dans un appartement au cœur d'un paysage industriel désolé. Pour s'échapper de son quotidien oppressant, il se réfugie dans un monde parallèle où réside la « Dame du radiateur ». Charlotte Stewart, Jeanne Bates, Judith Anna Roberts, Laurel Near et Jack Fisk complètent la distribution.
Découlant d'un scénario de 22 pages, Eraserhead est produit avec le soutien de l'American Film Institute (AFI) pendant que Lynch y étudie. Le tournage, principalement réalisé dans les locaux désaffectés de l'AFI, exige près de cinq ans à lui seul, notamment pour des raisons budgétaires. Il ne peut être achevé que grâce aux dons de Fisk et de son épouse Sissy Spacek. Lynch et le designer sonore Alan Splet passent ensuite une année à travailler sur l'atmosphère sonore du film, principalement constituée de bruits de machines. Lynch intègre à la bande-son la chanson In Heaven, écrite par lui-même et interprétée par Peter Ivers, ainsi que des airs préexistants du musicien de jazz Fats Waller à l'orgue. Le budget final est estimé à 100 000 dollars.
À l'origine distribué à petite échelle, Eraserhead gagne en popularité grâce aux programmations nocturnes de certains cinémas : en tant que « midnight movie », il est rapidement élevé au rang de film culte. S'il reçoit un accueil mitigé de la part de la critique à sa sortie, ce film de body horror est considéré à partir du XXIe siècle comme un classique du cinéma fantastique, ce qui lui vaut d'être sélectionné pour préservation en 2004 par le National Film Registry de la bibliothèque du Congrès des États-Unis en raison de son intérêt « culturel, historique ou esthétique ». Eraserhead est aussi reconnu pour son imagerie fantasmatique proche du surréalisme, ses thématiques sexuelles ainsi que sa conception sonore innovante.

## Synopsis
Eraserhead débute par une séquence dans l'espace. La caméra s'approche d'une planète où se trouve une petite cabane dans laquelle un homme défiguré par des brûlures (Jack Fisk) tire des leviers. Un des leviers déclenche la chute d'un cordon ombilical dans une mare. Émergeant peu à peu de la mare, la lumière devient de plus en plus intense jusqu'à un fondu au blanc.

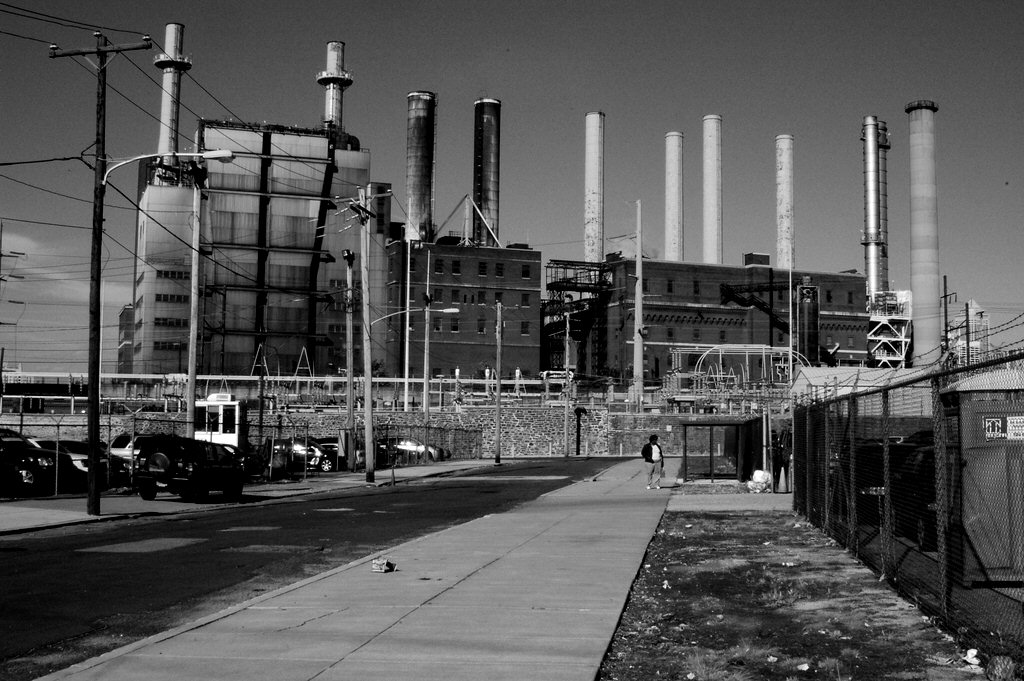
Le personnage dEraserhead évolue dans un paysage industriel désolé, inspiré par la ville de Philadelphie où le réalisateur a passé plusieurs années.

Henry Spencer (Jack Nance) est un imprimeur « en vacances », d'allure nerveuse. Le jeune homme marche jusqu'à son appartement, traversant un quartier mi-industriel, mi-portuaire, des immeubles désaffectés, des terrains vagues et des rues glauques. Sa voisine de palier lui apprend qu'il est invité chez les parents de sa copine, Mary X (Charlotte Stewart), qui ne l'avait pas contacté depuis longtemps. Henry croyait qu'elle avait mis fin à leur relation.
Le repas chez la belle-famille prend place dans une atmosphère encline au malaise. La mère de Mary X (Jeanne Bates) talonne véritablement Henry tandis que le père de Mary (Allen Joseph) est un personnage totalement déconnecté de la situation tendue qui règne autour de la table. Après avoir tenté de découper un poulet qui s'anime et se met à suinter un liquide noir, Henry apprend qu'il est le père d'un enfant prématuré de Mary. Il se voit donc dans l'obligation de se marier avec elle.
Mary et le bébé emménagent dans l'appartement constitué d'une seule pièce de Henry. On aperçoit alors l'enfant pour la première fois, un bébé avec une apparence proche du fœtus d'agneau et hideusement déformé, qui ne cesse de gémir. Ces couinements viendront à bout de Mary qui, incapable de dormir, quitte Henry et le laisse seul avec la petite créature.
Ce départ est suivi par une suite d'événements des plus étranges, incluant la rencontre avec la « dame dans le radiateur » (Lady in the Radiator), une femme blonde aux joues grotesquement hypertrophiées à la Betty Boop, qui chante et vit sur la petite scène d'un music-hall caché dans le radiateur de la chambre de Henry. Celui-ci aura, par la suite, une relation sexuelle avec sa voisine, la « jolie fille de l'autre côté du couloir » (Beautiful Girl Across the Hall).

Logo du titre alternatif exploité en France à sa sortie, sur les affiches.

Le titre Eraserhead (en français : la « tête-gomme ») prend toute sa signification durant le dernier quart d'heure du film. La tête de Henry se détache alors de son corps et s'enfonce dans une flaque de sang, tombe du ciel pour atterrir dans une ruelle où elle s'ouvre. Un jeune garçon (Thomas Coulson) trouve la tête et l'emporte dans une fabrique de crayons où Paul (Darwin Joston), un réceptionniste, appelle son patron (Neil Moran) en appuyant avec insistance sur le bouton d'une sonnette. Le patron furieux entre dans la pièce, mais change aussitôt d'humeur en apercevant ce que le jeune garçon leur apporte. On transporte la tête dans une autre pièce où un opérateur de machine à faire des crayons (Hal Landon Jr.) prend un échantillon du cerveau de Henry et l'appose sur le bout d'un crayon. Il teste cette « gomme » qui s'avère efficace, et le jeune garçon est payé par le patron de l'usine. L'image de Henry dans son lit laisse ensuite penser que toute cette séquence n'était qu'un rêve.
Un peu plus tard, Henry aperçoit par sa fenêtre deux hommes qui se battent dans la rue. Il tente d'aller voir sa jolie voisine de l'autre côté du couloir, mais celle-ci est avec un autre homme. Le bébé est pris d'un rire sarcastique, Henry prend alors une paire de ciseaux et coupe les bandages dans lesquels l'enfant est enroulé. On s'aperçoit bien vite qu'ils donnent directement sur les organes vitaux de la créature. Pendant que le bébé hurle de douleur, Henry plante les ciseaux dans ses poumons. Le système électrique de l'appartement disjoncte et les lampes se mettent à clignoter, puis s'éteignent. Une tête géante de l'enfant apparaît dans la chambre. Henry retourne sur la petite scène du music-hall où la dame du radiateur l'accueille tendrement dans ses bras. La scène est inondée de lumière et un bruit blanc fait un crescendo. Puis tout devient noir et silencieux pendant quelques secondes avant le générique de fin.

## Fiche technique
Sauf indication contraire, les informations mentionnées dans cette section peuvent être confirmées par la base de données cinématographiques IMDb,  présente dans la section « Liens externes ».
- Titre original : Eraserhead
- Titre français : Labyrinth Man[N 3]
- Réalisation et scénario : David Lynch
- Musique : Peter Ivers et David Lynch, avec des chansons de Fats Waller
- Direction artistique : David Lynch
- Décors : David Lynch
- Photographie : Herbert Cardwell, Frederick Elmes
- Son : David Lynch et Alan Splet
- Montage : David Lynch
- Production : David Lynch
- Société de production : American Film Institute
- Budget : 100 000 dollars (estimation)[N 1],[9]
- Box-office : 7 000 000 dollars[N 4],[10]
- Pays de production :  États-Unis
- Langue originale : anglais
- Format : noir et blanc - 35 mm - 1,85:1 - mono
- Genre : fantastique, horreur (body horror), drame, expérimental
- Durée : 89 minutes
- Dates de sortie :
  - États-Unis : 19 mars 1977 (Festival Filmex), 28 septembre 1977
  - France : septembre 1977 (Festival de Deauville), janvier 1978 (Festival d'Avoriaz), 17 décembre 1980 (sortie nationale), 26 janvier 2001 (Festival de Gérardmer), 31 mai 2017 (ressortie en version restaurée)
- Interdit aux moins de 16 ans en France[11]

## Distribution
Sauf indication contraire, les informations mentionnées dans cette section peuvent être confirmées par la base de données cinématographiques IMDb,  présente dans la section « Liens externes ».
- Jack Nance : Henry Spencer
- Charlotte Stewart : Mary
- Allen Joseph : Bill, le père de Mary
- Jeanne Bates : la mère de Mary
- Judith Anna Roberts : la voisine de palier
- Jack Fisk : l'homme sur la planète
- Laurel Near : la dame du radiateur
- V. Phipps-Wilson : la propriétaire
- Jean Lange : la grand-mère de Mary
- Darwin Joston : Paul, l'homme à l'accueil de l'usine de crayons
- Thomas Coulson : le garçon qui ramasse la tête
- John Monez : le vieux clochard
- Neil Moran : le patron de l'usine de crayons
- Hal Landon Jr. : l'opérateur de la machine à crayons
- Jennifer Lynch : la petite fille
- Brad Keeler : le petit garçon
- Peggy Lynch : une personne creusant dans l'allée (version longue seulement)
- Doddie Keeler : une personne creusant dans l'allée (version longue seulement)
- Gill Dennis : l'homme au cigare
- Toby Keeler : l'homme qui se bat
- Raymond Walsh : monsieur Roundheels

## Production

### Préproduction
Dans sa jeunesse, David Lynch étudie à l'Art Institute of Philadelphia pour devenir artiste peintre et plasticien et il réalise plusieurs courts métrages pour animer ses peintures. Son attrait pour le cinéma grandit et en 1970, à 24 ans, il obtient une bourse pour intégrer le Center for Advanced Film Studies (« Centre d'études cinématographiques avancées ») à l'American Film Institute (AFI) de Los Angeles. Lynch n'aime pas le cursus et envisage d'abandonner, mais change d'avis après qu'on lui propose de produire son propre scénario. L'AFI l'autorise à disposer de l'ensemble du campus comme décor de son film. Il transforme les écuries désaffectées de l'école en une série de plateaux et décide d'y vivre. Il est également autorisé à se servir du manoir Greystone, appartenant à l'AFI, pour y tourner plusieurs séquences.
Lynch commence à travailler sur un scénario intitulé Gardenback, basé sur une de ses peintures mettant en scène un personnage voûté, le dos recouvert de végétation. Ce scénario surréaliste sur le thème de l'adultère met en scène un insecte grandissant sans cesse, représentant le désir d'un homme pour sa voisine. Il aurait donné lieu à un film d'environ 45 minutes, ce que l'AFI trouve trop long pour un scénario aussi abstrait et non linéaire. À la place, Lynch propose Eraserhead, inspiré par un de ses rêves où un enfant amène la tête d'un homme à une usine de crayons. Plusieurs membres du conseil d'administration de l'AFI sont toujours opposés au projet jugé à nouveau trop surréaliste, mais ils acceptent à contrecœur quand le doyen Frank Daniel menace de démissionner s'il est refusé. Le scénario de Lynch est fortement influencé par ses lectures d'étudiant en cinéma, dont La Métamorphose (Die Verwandlung, 1915) de Franz Kafka et Le Nez (Hoc, 1836) de Nicolas Gogol. Le film prend forme dans son esprit en lisant un verset de la Bible ouvert à l'aveugle — il ne se souvient cependant plus s'il s'agit de l'Ancien ou du Nouveau Testament. En 2007, il affirmera : « Croyez-le ou non, Eraserhead est mon film le plus spirituel », sans vouloir développer outre mesure.
Le scénario serait également inspiré de la peur de la parentalité de Lynch, notamment à la suite de la naissance de sa fille Jennifer : elle est née avec une forme sévère de pied bot qui nécessite une correction chirurgicale lourde. Selon Jennifer, sa conception non désirée est la base thématique du long métrage. Le ton du film trouve son inspiration dans les souvenirs du passage de Lynch à Philadelphie, où il a vécu de 1965 à 1971. Il décrit cette expérience comme « étrange, bizarre, à mi-chemin entre le rêve et la réalité », dans une atmosphère de « violence, [de] haine et [de] saleté »,. Le décor urbain d'Eraserhead rappelle la « zone de pauvreté en proie à la criminalité » dans laquelle il a passé ses jeunes années d'adulte. Pour le critique Greg Olson, c'est le décalage saisissant entre l'expérience du cinéaste à Philadelphie et son enfance passée dans le Nord-Ouest Pacifique qui lui a donné une « vision bipolaire de l'Amérique, entre Paradis et Enfer » qui façonnera le reste de sa filmographie.
Le casting débute en 1971 et Jack Nance est rapidement sélectionné pour interpréter le rôle principal. Mais l'AFI sous-estime l'ampleur du projet en lui donnant son accord. Après avoir lu le scénario de 22 pages et se basant sur le ratio usuel dans l'industrie du cinéma d'une minute de film pour une page de scénario, ils estiment que le film ne devrait pas dépasser une vingtaine de minutes,. Ce malentendu, couplé à la méticulosité de Lynch, entraîne le film dans une production de plusieurs années. Un exemple extrême de ce laborieux calendrier est le suivant : dans une scène du film, Nance ouvre une porte et il se passe une année complète avant qu'il ne soit filmé entrant dans la pièce. L'acteur, cependant, est tellement enthousiasmé par le projet qu'il garde la coiffure peu orthodoxe de son personnage pendant toute la production.
Peu avant le début du tournage, David Lynch projette Boulevard du crépuscule (Sunset Boulevard, 1950) de Billy Wilder à toute l'équipe du film, pour son utilisation expressionniste du noir et blanc et son atmosphère morbide, éléments déterminants d'Eraserhead,,.

### Tournage

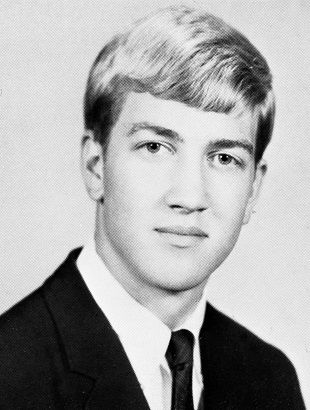
David Lynch en 1964.

Lynch obtient dans un premier temps une bourse de 10 000 dollars de la part de l'AFI. En 1973, l'institution demande à voir le film et Lynch leur montre la scène du dîner chez les parents de Mary. Un producteur, furieux, déclare : « Les gens ne parlent pas comme ça ! Ils ne se comportent pas comme ça ! Vous êtes vraiment des cinglés ! »,. L'AFI retire ensuite son financement. Le tournage, intermittent, s'étale donc sur plusieurs années. La production d'Eraserhead ne peut se poursuivre que grâce à de faibles et ponctuels apports financiers de la part d'amis et de proches de l'équipe de tournage, dont Jack Fisk, ami d'enfance de Lynch, et sa femme Sissy Spacek, ainsi que Catherine E. Coulson, l'épouse de Jack Nance, qui travaille à l'époque en tant que serveuse et qui fait don de son salaire. Le réalisateur lui-même travaille en tant que livreur de journaux, distribuant le Wall Street Journal pour financer le film. Divorcé et sans logis, il habite pendant plus d'un an la chambre qui sert de décor au film, « ayant trouvé un moyen de camoufler les traces de sa présence illégale en dehors des heures de travail »,,.
David Lynch obtient de tourner Eraserhead en 35 mm, à condition de tourner en noir et blanc, ce qui lui convient parfaitement. En 1974, durant l'une des nombreuses pauses du tournage, il réalise le court métrage The Amputee, profitant de la volonté de l'AFI de tester son matériel sur de petits projets avant de se lancer dans la production de longs métrages. Ce film de 5 minutes met en scène Coulson, qui continuera à travailler sur Eraserhead en tant que technicienne de plateau, avant de devenir célèbre en tant que « dame à la bûche » dans la série télévisée Twin Peaks. L'équipe technique est très réduite. Alan Splet est responsable du design sonore, Doreen Small est à la fois directrice de production et accessoiriste et Coulson cumule quant à elle plusieurs rôles. Le directeur de la photographie est d'abord Herb Cardwell, avant qu'il ne quitte la production pour des raisons financières. Il est ensuite remplacé par Frederick Elmes. Les décors du film sont démantelés et reconstruits à plusieurs reprises.
Les effets visuels utilisés pour créer l'enfant déformé sont encore aujourd'hui tenus secrets,,. Le projectionniste qui travaille sur les rushes a les yeux bandés par Lynch pour éviter de révéler la nature du trucage et refusera d'en parler en interview. La créature, surnommée « Spike » par Nance, est composée de plusieurs éléments indépendants, en particulier son cou, ses yeux et sa bouche, capables de mouvements autonomes. Lynch lui-même est resté cryptique à son propos, déclarant de temps à autre qu'il « est né tout près d'ici » ou « peut-être qu'il a été trouvé »,. Selon John Patterson, journaliste du Guardian, la marionnette a peut-être été fabriquée à partir d'un lapin écorché ou d'un fœtus d'agneau. L'enfant est vu comme l'initiateur d'autres effets du même genre dans la filmographie de Lynch tels que le maquillage de John Merrick dans Elephant Man (1980) ou les vers des sables dans Dune (1984). La scène d'Eraserhead en animation du ver qui rampe en gémissant sur la surface de la planète, s'y enfonce et en ressort nécessite un jour pour installer la maquette et le décor, un jour pour tester l'animation et un jour pour tourner la scène.
Durant la production, Lynch expérimente plusieurs techniques visuelles et sonores, dont celle d'enregistrer un dialogue lu phonétiquement à rebours puis reproduisant la piste audio à l'envers. La technique n'apparaît pas dans la version finale du film, mais Lynch s'en servira pour l'épisode Comment attraper un tueur (épisode 2 de la saison 1) de Twin Peaks (Lynch et Mark Frost, 1990). C'est également lors de la production d'Eraserhead que Lynch commence à s'intéresser à la méditation transcendantale, adoptant un régime végétarien, arrêtant de fumer et de boire de l'alcool. C'est dans ce nouvel état d'esprit qu'il a l'idée de la « Dame du radiateur », que Michel Chion qualifie de changement « le plus important apporté au scénario primitif, qui va transformer en rêve ce qui au départ était un cauchemar intégral ».

### Post-production
Lynch conçoit l'environnement sonore avec Alan Splet. Ils créent des couvertures insonorisantes pour isoler leur studio, où ils passent presque une année à réaliser et éditer les effets sonores du film, selon les mêmes techniques que la musique concrète française. La bande-son est densément stratifiée, avec parfois jusque quinze sons différents, diffusés simultanément en utilisant plusieurs bobines. Lynch et Splet redoublent d'imagination pour créer leurs sons. Ainsi, dans la scène où un lit se dissout lentement dans une piscine de liquide, Lynch et Splet insèrent un microphone à l'intérieur d'une bouteille en plastique, la faisant flotter dans une baignoire et enregistrant le bruit de l'air à travers la bouteille. Les sons sont ensuite retravaillés, jouant sur leur intensité, leur réverbération et leur fréquence.
Une projection test a lieu à l'American Film Institute pour les acteurs, l'équipe technique et leurs proches. À la fin de la projection, le public, confus, reste silencieux. Devant l'accueil mitigé de la première projection en public, Lynch pense avoir mixé la bande sonore à un volume trop élevé et coupe vingt minutes du film, réduisant sa durée à 89 minutes. Parmi les séquences supprimées, on trouve une séquence avec la sage-femme du bébé (interprétée par Catherine E. Coulson), une autre avec un homme torturant deux femmes (dont l'une est là encore interprétée par Coulson) avec une batterie de voiture, et une de Spencer s'amusant avec un chat mort. La présence au générique d'acteurs ou de personnages dont on ne voit pas trace dans l'œuvre connue s'explique par le fait que c'est sur la copie finale que les coupes ont été faites. Pour Michel Chion, ces coupes suppriment principalement des scènes extérieures et resserrent l'unité de lieu « au bénéfice de la concentration et de l'envoûtement du film ».

### Bande originale
La bande originale d'Eraserhead sort chez I.R.S. Records en 1982. L'album ne comporte que deux pistes comprenant des extraits de musique d'orgue par Fats Waller et la chanson In Heaven de Peter Ivers. Elle ressort le 7 août 2012 dans une édition limitée à 1 500 copies, publiée par le label Sacred Bones Records. L'album est décrit comme un précurseur de la musique dark ambient, tandis que Mark Richardson du site web Pitchfork le qualifie de « bande de sons au sens littéral » en raison de la présence de bruits de fond et d'éléments non musicaux.
| Liste des morceaux | Liste des morceaux                                                      | Liste des morceaux | Liste des morceaux | Liste des morceaux | Liste des morceaux | Liste des morceaux | Liste des morceaux | Liste des morceaux | Liste des morceaux |
| No                 | Titre                                                                   | Durée              |                    |                    |                    |                    |                    |                    |                    |
| ------------------ | ----------------------------------------------------------------------- | ------------------ | ------------------ | ------------------ | ------------------ | ------------------ | ------------------ | ------------------ | ------------------ |
| 1.                 | Excerpts from: Digah's Stomp/Lenox Avenue Blues/Stompin' the Bug/Messin | 19:29              |                    |                    |                    |                    |                    |                    |                    |
| 2.                 | In Heaven                                                               | 18:18              |                    |                    |                    |                    |                    |                    |                    |
| 37:45              |                                                                         |                    |                    |                    |                    |                    |                    |                    |                    |

## Sortie et accueil

### Sortie du film et box-office
La première d'Eraserhead a lieu au festival du film Filmex de Los Angeles, le 19 mars 1977,. 25 personnes assistent à la projection du film le soir de la première, et 24 le soir suivant. Néanmoins, le directeur de la société de distribution Libra Films, Ben Barenholtz, persuade le Cinema Village de New York de diffuser le film en séance de minuit, ce qu'il fera pendant un an,. Eraserhead n'étant projeté que dans quelques salles aux alentours de minuit, les spectateurs se voient récompensés à la sortie de la séance d'un badge sur lequel est inscrit I saw it (« Je l'ai vu »),. L'attention portée au film est aussi renforcée par le réalisateur John Waters qui, à l'avant-première d'un de ses films, déclare qu'Eraserhead est son film préféré. Le film reste ensuite à l'affiche pendant quatre-vingt-dix-neuf semaines au Waverly Cinema de New York, pendant un an au Roxie Theater de San Francisco de 1978 à 1979, et pendant trois ans au Nuart Theatre de Los Angeles de 1978 à 1981. Le film est un succès commercial, rapportant 7 millions de dollars aux États-Unis et 97 971 dollars dans le reste du monde. Eraserhead est également projeté au festival du film de Londres en 1978 et au festival du film de Telluride en 1986.
En France, Eraserhead sort dans un premier temps le 17 décembre 1980 dans deux cinémas à Paris, première exploitation se soldant par seulement 7 079 tickets vendus. À la suite de la sortie d'Elephant Man au printemps 1981, le film est à nouveau exploité sous le nom de Labyrinth Man et connaît cette fois un succès plus important avec 122 507 entrées,. Le film reste longtemps à l'affiche de L'Escurial, en séance de minuit. Michel Chion juge significatif que les tentatives d'une sortie traditionnelle du film avec plusieurs séances par jour à la suite du succès d'Elephant Man ont échoué.

### Accueil critique

#### À la sortie du film
Lors de la sortie d'Eraserhead, Variety en fait une critique négative, le qualifiant d'« exercice écœurant et de mauvais goût »,. La critique exprime son incrédulité quant à la longue gestation du film et qualifie son final d'insoutenable. Lynch est aussi accusé de « vouloir marcher sur les traces d'Herschell Gordon Lewis, le roi du gore à petit budget »,. Comparant Eraserhead au film suivant de Lynch, Elephant Man, Tom Buckley du New York Times écrit que ce dernier est un film bien réalisé et interprété, contrairement au premier. Le critique juge Eraserhead « sinistrement prétentieux » et écrit que les aspects horrifiques du film proviennent uniquement de l'apparence de l'enfant déformé plutôt que de son scénario ou de ses performances.

#### Critiques postérieures
Aujourd'hui, les critiques du film sont plus positives,. Sur le site Rotten Tomatoes, le film détient une note d'approbation de 90 % sur la base de 62 critiques, pour une note moyenne de 8,4 sur 10. Le consensus critique est le suivant : « Le surréaliste Eraserhead de David Lynch utilise une imagerie élaborée et une bande sonore effrayante pour présenter une vision bizarre et dérangeante de la peur de la parentalité »,. Sur le site Metacritic, le film obtient une note moyenne pondérée de 87 sur 100 sur la base de 15 critiques, ce qui indique une « acclamation universelle ».
En 1984, Lloyd Rose de The Atlantic écrit qu'Eraserhead montre que Lynch est « l'un des surréalistes les plus authentiques ayant jamais travaillé au cinéma »,. Rose décrit le film comme intensément personnel, car contrairement à d'autres films surréalistes antérieurs, à l'instar d'Un chien andalou (1929) ou de L'Âge d'Or (1930) de Luis Buñuel, l'imagerie de Lynch « ne nous tend pas les bras depuis ses films ; nous nous y enfonçons »,. Dans une critique de 1993 pour le Chicago Tribune, Michael Wilmington décrit Eraserhead comme unique, estimant que son « intensité » et sa « clarté cauchemardesque » sont le résultat de l'attention portée par Lynch aux détails de sa création, en raison de son implication dans de nombreux rôles au cours de la production. Dans l'essai Bad Ideas : The Art and Politics of Twin Peaks, publié en 1995, le critique Jonathan Rosenbaum écrit qu'Eraserhead représente à ses yeux le meilleur film de Lynch. Il estime que le talent artistique du réalisateur a décliné au fur et à mesure que sa popularité augmentait, et compare le film à Sailor et Lula (1990), le dernier long métrage de Lynch à l'époque, en déclarant que « même la comparaison la plus superficielle entre Eraserhead et Sailor et Lula révèle un déclin artistique si précipité qu'il est difficile d'imaginer que la même personne ait réalisé les deux films »,. John Simon, de la National Review, qualifie Eraserhead de « film dégueulasse pour amateurs de films cultes »,.
Dans un article pour le magazine Empire en 1993, Steve Beard attribue au film cinq étoiles sur cinq. Il écrit qu'Eraserhead est « beaucoup plus radical et plaisant que les derniers projets hollywoodiens de Lynch » et souligne son mélange de body horror surréaliste et de comédie noire. Almar Haflidason de la BBC décerne quant à lui trois étoiles sur cinq à Eraserhead, le décrivant comme « un exploit quelconque au regard des futurs standards de Lynch »,. Il estime que le film est un agrégat d'idées vaguement reliées entre elles, ajoutant qu'il est « tellement consumé par une imagerie surréaliste qu'il y a des possibilités presque illimitées d'y lire ses propres théories » ; selon le critique, le film aborde la peur de l'engagement personnel et comporte « une forte connotation sexuelle »,. Un critique de Film4 donne à Eraserhead une note de cinq étoiles sur cinq, le trouvant « tour à tour beau, ennuyeux, drôle, exaspérant et repoussant, mais toujours animé d'une énergie nerveuse »,. Le critique juge Eraserhead comme un film unique dans l'histoire du cinéma, auquel seules ressemblent les collaborations entre Luis Buñuel et Salvador Dalí, à l'instar d'Un chien andalou (1929) ou de L'Âge d'or (1930) ; cependant, Lynch nie avoir vu l'un de ces films avant de réaliser Eraserhead,.
Peter Bradshaw, du Guardian, se montre aussi élogieux à l'égard d'Eraserhead, auquel il attribue également la note de cinq étoiles sur cinq. Le critique juge le film magnifique et décrit sa conception sonore comme un « gémissement industriel, comme si le film était tourné à l'intérieur d'une usine qui s'effondre ou d'un gigantesque organisme en train de mourir »,. Il le compare au film Alien, le huitième passager (Alien, 1979) de Ridley Scott. Jason Ankeny, écrivant pour le site AllMovie, accorde au film une note de cinq étoiles sur cinq, soulignant sa conception sonore inquiétante qu'il décrit comme « une métaphore ouverte »,. Il estime qu'Eraserhead « met en place les obsessions qui suivront [Lynch] tout au long de sa carrière », ajoutant que le surréalisme du film permet de mieux comprendre les films suivants du réalisateur. Dans un article pour le Daily Telegraph, le cinéaste Marc Evans fait l'éloge de la conception sonore et de la capacité de Lynch « à rendre l'ordinaire si étrange », citant le film comme une inspiration pour son propre travail. Une critique du film parue dans le même journal compare Eraserhead aux œuvres du dramaturge irlandais Samuel Beckett, le décrivant comme une parodie chaotique de la vie familiale. Manohla Dargis, écrivant pour le New York Times, estime que le film correspond « moins [à] une intrigue classique qu'[à] un assemblage surréaliste »,. Selon elle, l'imagerie du film évoque autant les peintures de Francis Bacon que le documentaire Le Sang des bêtes (1949) de Georges Franju. Phil Hall, de Film Threat, décrit Eraserhead comme le meilleur film de Lynch, estimant que ses œuvres ultérieures ne sont pas aussi réussies. Il mentionne la bande-son du film et la comédie physique « chaplinesque » de l'acteur principal Jack Nance comme les éléments marquants du film.

### Sortie en vidéo
Eraserhead sort en VHS le 7 août 1982 chez Columbia Pictures, puis en DVD et Blu-ray chez Umbrella Entertainment en Australie, respectivement le 1er août 2009 et le 9 mai 2012, accompagnés d'un documentaire de 85 minutes sur le tournage du film. Le film sort également en DVD chez Universal Pictures en 2001, Subversive Entertainment en 2006, Scanbox Entertainment en 2008, et en DVD et Blu-ray chez Criterion en septembre 2014.

### Distinctions
Lors du festival international du film fantastique d'Avoriaz 1978, Eraserhead remporte l'antenne d'or et le prix du jury, jury présidé par William Friedkin. Eraserhead est aussi en compétition pour le prix du meilleur film au festival Fantasporto 1982.

## Analyse

### Design sonore
Le design sonore d'Eraserhead est considéré comme l'un de ses éléments déterminants. Bien que le film comporte des éléments visuels emblématiques, tels que le nouveau-né déformé ou le décor industriel étendu, ils sont assortis d'une ambiance sonore très prononcée, qualifiée de « miaulement incessant » et de « paysage auditif évocateur » par Mike D'Angelo dans un article pour le site web The A.V. Club. Le film utilise continuellement des sons industriels, créant un arrière-plan sonore au volume faible, mais constant dans chaque scène. Cela participe à la mise en place d'une atmosphère « menaçante » et « déconcertante », reprise dans des œuvres telles que le drame des frères Coen Barton Fink (1991) et le thriller de David Fincher Seven (1995). Le bruit de fond perpétuel est perçu par James Wierzbicki comme pouvant être le produit de l'imagination d'Henry Spencer. Il décrit également la bande originale comme « cruellement ignorante de la différence entre rêve et réalité »,. Le film amorce une tendance dans l'œuvre de Lynch où la musique est diégétique, c'est-à-dire que les personnages du film eux-mêmes sont censés l'entendre. Elle se lie à celle des rêves, à l'instar de la longue séquence de rêve lors de laquelle chante la Dame dans le radiateur. On retrouve cette idée dans l'épisode Comment attraper un tueur (S01E02) de Twin Peaks, dans lequel la musique diégétique déborde du rêve du personnage à ses pensées éveillées, et dans Blue Velvet (1986), avec une utilisation similaire de la chanson In Dreams de Roy Orbison.
Loin de passer inaperçue, l'utilisation du son dans le film a été remarquée par de nombreux critiques. Dans l'hebdomadaire américain The Village Voice, Nathan Lee en fait l'éloge, écrivant que « voir le film ne signifie rien — il faut aussi l'entendre »,. Il décrit ainsi la conception sonore du film comme « un coquillage intergalactique armé aux oreilles d'un Gargantua sous acide »,.

### Thèmes
Eraserhead est aussi connu pour ses thématiques sexuelles très prononcées,. S'ouvrant par la représentation d'une conception, le film met en scène Henry Spencer, un personnage à la fois terrifié et fasciné par le sexe. Des images de créatures à la forme de spermatozoïdes sont récurrentes, y compris chez l'enfant, et particulièrement présentes dans les scènes de sexe du film ; le charme apparent typique de la girl next door de la Dame dans le radiateur est abandonné durant son numéro musical lorsqu'elle commence à écraser violemment les créatures spermatozoïdes de Spencer et lui oppose un regard agressif. Selon l'écrivain de science-fiction David J. Skal, Eraserhead « dépeint la reproduction humaine comme un spectacle de monstres (« freak show ») désolé, une occupation uniquement digne des damnés »,. Il postule également une caractérisation différente de la Dame dans le radiateur, la qualifiant de « désespérément désireuse de l'approbation d'un public invisible »,. Mark Allyn Stewart, spécialiste de l'œuvre de Lynch, pense que le personnage est une manifestation du subconscient de Spencer, une représentation de sa propre envie de tuer son enfant, qui l'embrasse après qu'il l'a fait, comme pour le rassurer d'avoir bien agi.
En tant que personnage, Spencer a été interprété comme la figure de « l'homme ordinaire », son expression vide et sa garde-robe faisant de lui un simple archétype. Il fait preuve d'une inactivité pacifiste et fataliste tout au long du film, laissant les événements se dérouler autour de lui sans jamais prendre le contrôle. Ce comportement passif culmine dans sa seule initiative lors du climax du film : son infanticide apparent est en réalité motivé par les influences dominatrices qui l'assaillent. La passivité de Spencer est vue par les critiques Colin Odell et Michelle Le Blanc comme précurseure de la bande dessinée de Lynch The Angriest Dog in the World (1983-1992).

## Postérité

### Influence culturelle
En 2004, Eraserhead est sélectionné par le National Film Preservation Board du National Film Registry afin d'être conservé à la Bibliothèque du Congrès des États-Unis pour son « importance culturelle, historique ou esthétique »,. Eraserhead est l'un des sujets abordés dans le documentaire Midnight Movies: From the Margin to the Mainstream de Stuart Samuels (2005), qui retrace l'essor du phénomène des « midnight movies » (ou cinéma de minuit) à la fin des années 1960 et dans les années 1970. Lynch participe au documentaire par le biais d'une série d'entretiens. Le film traite de six films considérés comme ayant créé et popularisé le genre, comme La Nuit des morts-vivants (Night of the Living Dead, 1968), El topo (1970), Pink Flamingos (1972), Tout, tout de suite (The Harder They Come, 1972) et The Rocky Horror Picture Show (1975). En 2010, l'Online Film Critics Society dresse une liste des 100 meilleurs premiers films, c'est-à-dire les meilleurs premiers longs métrages de réalisateurs connus. Eraserhead se classe deuxième dans ce classement, derrière Citizen Kane d'Orson Welles (1941).
Alors qu'il travaille sur Elephant Man, Lynch rencontre le réalisateur américain Stanley Kubrick, qui lui révèle qu'Eraserhead est son film préféré. Eraserhead a ainsi influencé le film Shining (The Shining) de Kubrick, sorti en 1980 : Kubrick aurait projeté le film aux acteurs et à l'équipe pour les « mettre dans l'ambiance » qu'il voulait donner au film. Eraserhead a aussi influencé le film cyberpunk japonais Tetsuo (鉄男, 1989), le film d'horreur expérimental Begotten (1990) et le premier film de Darren Aronofsky, Pi (1998) ,,. L'artiste suisse H. R. Giger cite quant à lui Eraserhead comme « l'un des plus grands films [qu'il ait] jamais vus », et déclare qu'il est plus proche de sa vision artistique que ses propres films. Selon Giger, Lynch aurait refusé de collaborer avec lui sur Dune car il estimait que Giger lui avait « volé ses idées »,.

### Conséquences sur l'équipe du film

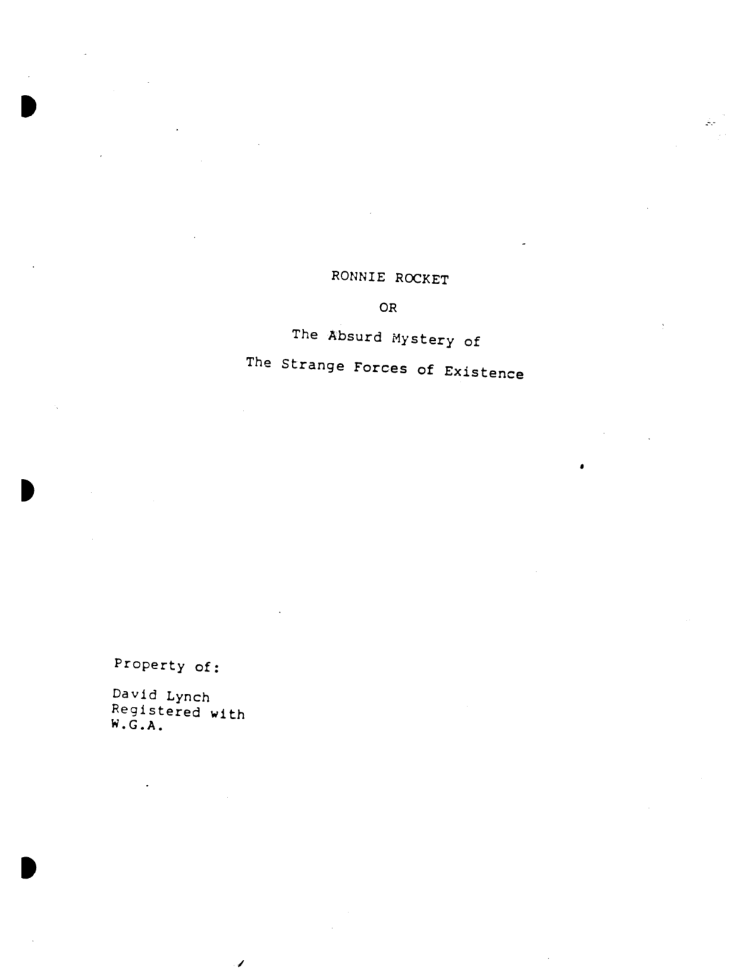
Couverture du scénario de Ronnie Rocket, un projet de film inachevé écrit par David Lynch.

Lynch collabore à nouveau avec la plupart des acteurs et de l'équipe technique d'Eraserhead sur ses projets suivants. Frederick Elmes est à nouveau directeur de la photographie sur Blue Velvet (1986), le court métrage The Cowboy and the Frenchman (1988) et Sailor et Lula (Wild at Heart, 1990). Alan Splet assure la conception sonore d'Elephant Man (The Elephant Man, 1980), de Dune (1984) et de Blue Velvet,. L'acteur Jack Fisk réalise des épisodes de la série télévisée On the Air de Lynch en 1992 et travaille en tant que décorateur sur Une histoire vraie (The Straight Story, 1999) et Mulholland Drive (2001). Quant à Catherine E. Coulson et Jack Nance, ils apparaissent dans la série télévisée Twin Peaks ainsi que dans les films Dune, Blue Velvet, Sailor et Lula et Lost Highway (1997).
Après la sortie d'Eraserhead, Lynch commence à chercher des fonds pour son projet suivant, Ronnie Rocket, un film « sur l'électricité et un type d'un mètre avec des cheveux roux » selon ses propres termes. Il rencontre alors le producteur Stuart Cornfeld, qui travaille à l'époque pour Mel Brooks et sa société de production Brooksfilms. Cornfeld, qui avait apprécié Eraserhead, se montre intéressé par la production de Ronnie Rocket, mais les deux hommes réalisent qu'il a peu de chances de trouver un financement suffisant. Lynch demande alors à voir quelques scénarios déjà écrits pour y trouver l'idée d'un prochain projet ; Cornfeld lui en soumet quatre qui, selon lui, pourraient intéresser Lynch. C'est en entendant le titre d'Elephant Man que le réalisateur décide d'en faire son deuxième film, lequel sera notamment nommé huit fois aux Oscars 1981.